# Kalle Lundin
Karl-Fredrik (Kalle) Lundin, född 10 januari 1982 i Umeå, är en svensk musiker.
Lundin har spelat med artister och band som Lisa Miskovsky, Sofia Jannok, Deportees och Winhill/Losehill. 
Bland Lundins verk märks låtar som "Så tänkte jag", "Säg nåt kul" och "Jag behöver dig" tillsammans med Lisa Miskovsky samt "Have You Seen Me Lately" med Deportees.
Lundin har skrivit musik till kortfilmerna Väntans historia (2006) och Bip Bop Bip Bop Bap (med Per Morberg och Harriet Andersson i huvudrollerna) från samma år.
Lundin har spelat i husbandet i SVTs program Sommaröppet, tillsammans med Miskovsky och Jannok.